# Habropoda bucconoides
Habropoda bucconoides är en biart som beskrevs av Wu 1991. Habropoda bucconoides ingår i släktet Habropoda och familjen långtungebin. Inga underarter finns listade i Catalogue of Life.